# Robert Brisart
 (février 2015).
Si vous disposez d'ouvrages ou d'articles de référence ou si vous connaissez des sites web de qualité traitant du thème abordé ici, merci de compléter l'article en donnant les références utiles à sa vérifiabilité et en les liant à la section « Notes et références ».
Robert Brisart est un philosophe belge né le 29 octobre 1953 et mort le 25 février 2015  à Louvain-la-Neuve. 
Docteur en philosophie de l’Université de Louvain, il était professeur à l’Université Saint-Louis à Bruxelles ainsi qu’à l’Université du Luxembourg. 
Son enseignement portait sur la logique, la métaphysique, la philosophie du langage et la philosophie de l’esprit.

## Itinéraire
Son parcours philosophique a débuté dans le domaine de la phénoménologie, sous la direction du professeur Jacques Taminiaux. Ses premiers travaux sont d’abord consacrés à l’ontologie fondamentale de Heidegger, puis à la phénoménologie de Husserl, dont il étudie surtout la genèse, depuis la Philosophie de l’arithmétique de 1891 jusqu’aux écrits de géométrie, de logique et de psychologie qui préparent les Recherches logiques de 1900-1901. De cette époque date la création de la revue internationale Recherches husserliennes.
La découverte et l’étude de ce qu’on appelle la West Coast Phenomenology vont décider, dans le courant des années 1990, d’un double tournant : d’une part, en faveur de la philosophie analytique et, d’autre part, en faveur d’une relecture et d’une réévaluation des axes majeurs de la phénoménologie. Rejetant le réalisme des Recherches logiques tout autant que l’interprétation frégéenne de la sémantique de Husserl, Robert Brisart préfère réactiver quelques thèmes fondamentaux de l’ontologie de Quine (opacité de la référence, réifications et entités postulées) pour mieux dégager l’importance de la révolution noématique de la phénoménologie, laquelle consiste à attribuer une charge constitutive et donc objectivante à la sémantique : c’est moyennant celle-ci que nous meublons le monde de différentes manières et en objets en tous genres.

## Philosophie
Profondément influencé par Willard Van Orman Quine, par l’internalisme de Hilary Putnam et par les implications du « mythe du donné » chez John McDowell, Robert Brisart défend un constructivisme conceptualiste qu’il assimile à un antiréalisme ontologique. Le monde n’est pas un ready-made dont les données informationnelles nous seraient procurées par l’expérience perceptive. Le monde des objets est de part en part conceptuellement constitué et cela vaut aussi pour chacun des inputs sensoriels que nous en recevons. Toutefois, le conceptuel ici à l’œuvre ne saurait être confondu avec un quelconque « langage de la pensée », sorte de « mythe sémantique » dont ne se départ certainement pas la notion husserlienne de noème. Il n’est possible de rendre compte de la plasticité conceptuelle et, avec elle, du pluralisme et de la relativité des ontologies, qu’en réimplantant le sémantique dans son milieu naturel et social qu’est le linguistique. Mais, d’un autre côté, si la nature linguistique du sémantique présuppose l’implication des schèmes conceptuels, et donc des systèmes d’objets très différents, elle ne nous accule pas pour autant au relativisme épistémologique : à l’intérieur du schème ouvert par notre propre langue, notre assomption des objets – ou notre engagement ontologique – demeure aussi irréfragable que reste décidable la conformité ou non de nos énoncés sur le monde.
En philosophie de l’esprit, Robert Brisart estime qu’il est possible de défendre l’idée d’une théorie unifiée de la vie mentale que, en écho au projet de Brentano, il associe au programme d’un « intentionnalisme radical ». Tout acte psychique ayant un objet doit posséder aussi un contenu intentionnel associable à un concept permettant l’identification de son objet ou de ses propriétés. Il est dès lors vain de postuler des contenus non conceptuels de l’expérience sur lesquels s’édifieraient les actes intentionnels : pour qu’une expérience puisse avoir lieu, il lui est nécessaire que rien ne lui soit donné dont le conceptuel ne se serait déjà emparé.

## Publications
(septembre 2020).
- SERON D., "Bibliographie de Robert Brisart (1953‐2015)", in Bulletin d'Analyse Phénoménologique, vol. 15 (2019), n° 9, pp. 1–5. https://popups.uliege.be/1782-2041/index.php?id=1126. Rééd. dans D. Pradelle & P.-J. Renaudie (éds.), Intentionnalité, sens, anti-psychologisme : Hommage à Robert Brisart, Hildesheim Zürich New York, Georg Olms, 2022, p. xvii-xxi.

### Ouvrages
- BRISART R. et MAESSCHALCK M. (éd.), Idéalisme et phénoménologie, Hildesheim, Zürich, New York, Georg Olms Vlg, 2007.
- BRISART R. (dir.), Husserl et Frege. Les ambiguïtés de l'antipsychologisme, Paris, Librairie philosophique J. Vrin, coll. "Problèmes et Controverses", 2002.
- BENOIST J, BRISART R., ENGLISH J. (éd.), Liminaires phénoménologiques. Recherches sur le développement de la théorie de la signification de Husserl, Bruxelles, Publications des Facultés Universitaires Saint-Louis, coll. "Philosophie", 1998.
- BRISART R., La phénoménologie de Marbourg ou La résurgence métaphysique chez Heidegger à l'époque de Sein und Zeit, Bruxelles, Publications des Facultés Universitaires Saint-Louis, coll. "Philosophie", 1991.

### Articles
- BRISART R., "Textes posthumes I: Cours sur l’intentionnalité", édité par D. Seron, Bulletin d’analyse phénoménologique, vol. 15 (2019), 3, p. 1-34.
- BRISART R., "Textes posthumes II: Philosophie continentale, de Nietzsche à Heidegger", édité par D. Seron, Bulletin d’analyse phénoménologique, vol. 15 (2019), 4, p. 1-90.
- BRISART R., "Textes posthumes III: La contribution de Husserl à la no ready-made theory", édité par D. Seron, Bulletin d’analyse phénoménologique, vol. 15 (2019), 5, p. 1-29.
- BRISART R., "Textes posthumes IV: Sur la théorie de l'objet: Natorp versus Husserl", édité par D. Seron, Bulletin d’analyse phénoménologique, vol. 15 (2019), 6, p. 1-26.
- BRISART R., "Textes posthumes V: À propos de l’argument de la Terre-jumelle", édité par D. Seron, Bulletin d’analyse phénoménologique, vol. 15 (2019), 7, p. 1-3.
- BRISART R., "Textes posthumes VI: Leçon sur Sartre et Husserl", édité par D. Seron, Bulletin d’analyse phénoménologique, vol. 15 (2019), 8, p. 1-10.
- BRISART R., "L’expérience perceptive et son passif. À propos des sensations dans le constructivisme de Husserl", in Philosophie, n° 119, 2013, pp. 33-63.
- BRISART R., "True objects and Fulfiments under Assumptions in the Young Husserl", in Axiomathes, n° 22, p. 75-89. http://www.springerlink.com/openurl.asp?genre=article&id=doi:10.1007/s10516-011-9158-8
- BRISART R., "Husserl et l’affaire des démonstratifs. À propos de la référence en régime noématique", in Revue philosophique de Louvain, n° 2, 2011, pp. 245-269.
- BRISART R., "Husserl et le mythe des objets", in Philosophie n° 111, 2011, pp. 26-51.
- BRISART R., "Husserl et la no ready-made theory : la phénoménologie dans la tradition constructiviste", in Bulletin d'Analyse Phénoménologique, vol. 7, 2011, pp. 3-36. http://popups.ulg.ac.be/bap/document.php?id=487.
- BRISART R., "La théorie des assomptions chez le jeune Husserl", in Philosophiques, vol. 36, n° 2, 2009, pp. 399-425.
- BRISART R., "Perception, sens et vérité : la phénoménologie à l’épreuve de l’opacité référentielle", in Topos. To the 150th anniversary of. E. Husserl, n° 2-3 (22), 2009, pp. 33-47.
- BRISART R., "Les premières articulations du fonctionnement intentionnel : le projet d'un Raumbuch chez Husserl entre 1892 et 1894", in Philosophiques, vol. 34, n° 2, 2007, pp. 259-272.
- BRISART R., "Il recupero heideggeriano dell’onto-theologia a Marburgo e la questione della fenomenologica", in Heigegger a Marburgo (1923-1928), Curato da E. Mazzarella, Melangolo, Genova, 2006, pp. 55-72.

- BRISART R., "La théorie de l'objet dans les Recherches logiques de Husserl", in HUSSERL E., La représentation vide suivi de Les Recherches logiques, une œuvre de percée, J. Benoist et J.-F. Courtine (dir.), Paris, Presses Universitaires de France, coll. "Epiméthée", 2003, pp.125-139.
- BRISART R., "Das Unreduzierbare in phänomenologischer Hinsicht", in KÜHN R. und STAUDIGL M. (Hrsg.), Formen und praxis der Reduktion in der Phänomenologie, Würzburg, Königshausen & Neumann, 2003, pp. 81-106.
- BRISART R., "Le général et l'abstrait : sur la maturation des Recherches logiques de Husserl", in FISETTE D. et LAPOINTE S., Aux origines de la phénoménologie. Husserl et le contexte des Recherches logiques, Paris, Sainte-Foy, Librairie philosophique J. Vrin, Presses de l'Université Laval, 2003, pp. 21-40.

- BRISART R., "La logique de Husserl à l'épreuve du néokantisme marbourgeois : la Recension de Natorp", in Phänomenologische Forschungen, 2002, pp. 183-204.

- BRISART R., "Le problème de l'abstraction en mathématique : l'écart initial de Husserl par rapport à Frege entre 1891 et 1894", in BRISART R. (éd.), Husserl et Frege. Les ambiguïtés de l'antipsychologisme, Paris, Librairie philosophique J. Vrin, 2002, pp. 13-47.
- BRISART R., "Husserl et Bolzano : le lien sémantique", in Recherches husserliennes, vol. 18, 2002, pp. 3-29.
- BRISART R., "La découverte des processus signitifs dans la première œuvre mathématique de Husserl (1887-1891), in BENOIST J, BRISART R., ENGLISH J. (éd.), Liminaires phénoménologiques. Le développement de la théorie de la signification chez Husserl, Bruxelles, Publications des Facultés Universitaires Saint-Louis, 1998, pp. 9-62.
- BRISART R., "Le tournant logique de Husserl en 1891. La recension de Schröder et ses antécédents", in Recherches husserliennes, vol. 10, 1998, pp. 3-34.
- BRISART R., "La réduction et l'irréductible phénoménologiques. Husserl critique de Heidegger", in BRISART R. et CELIS R. (éd.), L'évidence du monde et la phénoménologie, Bruxelles, Publications des Facultés Universitaires Saint-Louis, 1993, pp. 139-185.
- BRISART R., "Nature et liberté dans l'ontologie fondamentale de Heidegger. De la radicalisation d'une antinomie moderne à l'acosmisme existential", in Revue philosophique de Louvain, vol. 88, 1990, pp. 524-552.

- BRISART R., "La métaphysique de Heidegger", IJSSELING S. et TAMINIAUX J. (éd.), Heidegger et l'idée de la phénoménologie, Dordrecht, Kluwer, coll. "Phaenomenologica", 1988, pp. 217-238.
- BRISART R., "Remarques sur la conception de la réduction phénoménologique chez Heidegger", in FLORIVAL G. (éd.), Figures de la finitude. Études d’anthropologie philosophique III, Louvain, Bibliothèque philosophique de Louvain, 32, 1988, pp. 33-52.